# Vecchia Rauma
La Vecchia Rauma (Vanha Rauma in finlandese) è la parte storica della città di Rauma, in Finlandia. Gli edifici in legno strutturale del centro sono stati inseriti nell'elenco dei Patrimoni dell'umanità dell'UNESCO.
L'area sottoposta a vincolo si estende su circa 0,3 chilometri quadrati e consta di circa 600 edifici, ancor oggi abitati da 800 persone. L'odierna città di Rauma (che conta oltre 35 000 abitanti) si espanse al di fuori del cerchio di edifici storici soltanto agli inizi del XIX secolo, epoca in cui vennero anche ricostruiti tutti gli edifici storici del centro dopo che due incendi distrussero letteralmente la città nel 1640 e nel 1682.
Edifici di particolare interesse sono il Kirsti (la casa di un pescatore risalente al XVIII e XIX secolo) e il Marela (la casa di un armatore risalente al XVIII secolo, ma con la facciata del XIX), entrambi trasformati in museo.
Oltre agli edifici in legno, vi sono anche alcune costruzioni in pietra: un monastero francescano del XV secolo, con dipinti medievali, e il vecchio municipio, del 1776. La chiesa della Trinità, anch'essa del XV secolo, andò completamente distrutta nell'incendio del 1640.